# Jochen Schumann
Jochen Schumann (* 11. Februar 1930 in Kassel; † 16. Februar 2018 in Gievenbeck, Münster) war ein deutscher Wirtschaftswissenschaftler.

## Leben
Jochen Schumann besuchte das Friedrich-Dessauer-Gymnasium Aschaffenburg und absolvierte nach dem Abitur eine kaufmännische Lehre in der Firma Aschaffenburger Zellstoffwerke AG. Das Studium der Volkswirtschaftslehre an der Johann Wolfgang Goethe-Universität in Frankfurt/Main beendete er mit der Diplomprüfung (1955) und der Promotion (1959); danach wurde er wissenschaftlicher Assistent am Institut für Sozialökonomische Strukturforschung. Seine akademischen Lehrer waren Heinz Sauermann und Fritz Neumark. Die Rockefeller Foundation wählte ihn als Fellow aus; er lernte und forschte bei Lawrence Klein an der University of Pennsylvania in Philadelphia, bei Hollis Chenery (1918–1994) an der Stanford University und bei Wassily Leontief an der Harvard University (1960–1961). Zurückgekehrt nach Frankfurt habilitierte er sich dank eines Stipendiums der Deutschen Forschungsgemeinschaft (1967).
Von 1967 bis 1995 war er ordentlicher Professor und Inhaber des Lehrstuhls für Volkswirtschaftstheorie, zugleich Direktor des Instituts für Wirtschafts- und -Sozialwissenschaften an der Westfälischen Wilhelms-Universität in Münster. Rufe an die Universität Frankfurt/Main, die Universität Passau und das International Institute for Applied Systems Analysis in Laxenburg bei Wien lehnte er ab. Er ist Ehrendoktor der Wrocław University of Economics (1986). Nach seiner Emeritierung hatte er Gastprofessuren in Kobe/Japan, Dresden und Innsbruck.
Während seiner Tätigkeit in Münster war Jochen Schumann Dekan der Wirtschaftswissenschaftlichen Fakultät und langjähriges Mitglied des Senats der Universität. Als Fakultätsbeauftragter war er Initiator und Organisator einer bis 1971 zurückreichenden Partnerschaft mit der polnischen Akademia Ekonomiczna in Wrocław/Breslau (der späteren Wrocław University of Economics). Viele Jahre war er Gutachter der Deutschen Forschungsgemeinschaft. In der Gesellschaft für Wirtschafts- und Sozialwissenschaften (Verein für Socialpolitik) war er als Vorsitzender des Ausschusses für Außenwirtschaftstheorie und -politik Mitglied des erweiterten Vorstands. In der International Input-Output Association war er langjähriges Mitglied des Council und Co-Editor von Economic Systems Research; ferner war er wissenschaftlicher Koordinator der International Conferences on Input-Output Techniques in Sapporo/Japan (1986), Keszthely/Ungarn (1989), Sevilla/Spanien (1993) und New Delhi/Indien (1995).
Forschungsschwerpunkte von Jochen Schumann waren Mikroökonomik, Außenhandels- und Wachstumstheorie sowie Input-Output-Analyse; bis in die Gegenwart arbeitet und publiziert er über Themen aus der Geschichte der Wirtschaftstheorie und der Religionsökonomik. Schumann war Mitunterzeichner des eurokritischen Manifests Die währungspolitischen Beschlüsse von Maastricht: Eine Gefahr für Europa (1992).

## Veröffentlichungen (Auswahl)
- Die Sektorenanalyse als Instrument konjunkturtheoretischer Untersuchungen. Duncker & Humblot, Berlin 1959.
- Input-Output-Analyse. Springer, Berlin/Heidelberg/New York 1968, LCCN 68-031620.
- Grundzüge der mikroökonomischen Theorie. 1. Auflage. Springer, Berlin/Heidelberg/New York 1971. (9. Auflage. (gemeinsam mit Ulrich Meyer und Wolfgang Ströbele) 2011, ISBN 978-3-642-21224-6)
  - Spanisch: Fundamentos de la Teoría Microeconómica. Übersetzt nach der 1. Auflage. Herder, Barcelona 1980, ISBN 84-254-1067-3.
  - Ungarisch: A Mikroökonómiai Elmélet Alapvonásai. Übersetzt nach der 6. Auflage. Jatepress, Szeged 1998.
- Auf der Suche nach Klarheit im Kosmos der Ökonomie. Beiträge zur Wirtschaftstheorie. LIT, Berlin 2009, ISBN 978-3-8258-1720-6.
- Ein dynamischer Ansatz zur reinen Theorie des internationalen Handels: Effizientes Wachstum offener Wirtschaften. In: Zeitschrift für die gesamte Staatswissenschaft. (später: Journal of Institutional und Theoretical Economics.) Band 121, 1965.
- On Some Basic Issues of Input-Output Economics: Technical Structure, Prices, Imputations, Structural Decomposition, Applied General Equilibrium. In: Economic Systems Research. Vol. 3, 1990, ISSN 0953-5314.
- Englische klassische Außenhandelslehren, ihre Rezeption und Weiterentwicklung in der deutschen klassischen Nationalökonomie des 19. Jahrhunderts. In: H. Scherf (Hrsg.): Studien zur Entwicklung der ökonomischen Theorie VI. Deutsche Nationalökonomie des 19. Jahrhunderts. Duncker & Humblot, Berlin 1988, ISBN 3-428-06428-3.
- Migration in the Context of Countries’ Human Capital and Social Capital. In: Jahrbuch für Wirtschaftswissenschaften. Band 55, 2004, ISSN 0948-5139.
- Zur Geschichte christlicher und islamischer Zinsverbote. In: H. Hagemann (Hrsg.): Studien zur Entwicklung der ökonomischen Theorie XXI. Ökonomie und Religion. Duncker & Humblot, Berlin 2007, ISBN 978-3-428-12455-8.
- Gustav Dieckheuer (Hrsg.): Beiträge zur angewandten Mikroökonomik. Jochen Schumann zum 65. Geburtstag. Springer, Berlin/Heidelberg/New York 1995, ISBN 3-540-58835-3.